# Дубасовы
Дубасовы — русский дворянский род.
Род внесён в VI часть родословных книг: Тверской, Калужской, Смоленской и Пензенской губерний.
Род разделился на две ветви:
1. Дубасов Сила Степанович - городовой дворянин по Ржеве-Володимировой (1613-1627), воевода в Судиславле, Кадые и Больших солях (1648), его потомство внесено в родословную книгу Пензенской губернии.
2. Происходит от дворянина московского Давида Фадеевича Дубасова, владел поместьем (1634), за службу в войну с Польшей (1654) пожаловано поместье в вотчины в Ржевском уезде (1680), московский дворянин (1676-1677), потомство его внесено в родословную книгу Тверской губернии[1].

## История рода
Семён, Григорий, Руделя и Иван Михайлович Дубасовы упомянуты (1539).
В 1573 году опричниками Ивана Грозного числились: Замятня Гаврилович, Иван и Фёдор Семёновичи, Никита Яковлевич, Андрей, Первуша и Семён Фёдоровичи, Фёдор и Фетко Ивановичи Дубасовы.
Фёдор Семёнович владел вотчиной в Коломенском уезде (1577). Алексей Копосов Дубасов верстан новичным окладом по Новгороду (1596).  Акулина Григорьевна помещица Обонежской пятины (1607).
Владели населёнными имениями десять представителей рода Дубасовых (1699).

## Описание герба
В лазоревом щите серебряная галера с шестью веслами.
Щит увенчан дворянским коронованным шлемом. Нашлемник: правая рука вверх в серебряных латах, держащая серебряный меч с золотой рукояткой. Намёт: лазоревый, подложен серебром. Щитодержатели: два серебряных дельфина, обращённых головами вниз, с лазоревыми глазами, языками, перьями (плавниками) и хвостами. Герб Федора Дубасова внесён в Часть XV Общего гербовника дворянских родов Всероссийской империи, стр. 13.
Серебряная галера с золотыми веслами на родовом гербе — в память о ратном подвиге бомбардира Автоно́ма Дубасова, который в 1709 году участвовал во взятии шведского бота «Эсперн».

## Известные представители
- Дубасов Ульян — Обонежский губной староста (1654—1679).
- Дубасовы: Афанасий и Иван Силины, Иван Большой и Меньшой Силины, Савва, Давыд и Константин Фадеевичи — московские дворяне (1658—1692).
- Дубасов Гаврила Иванович — стольники (1688—1692), воевода в Валуйках (1699).
- Дубасов Иван Михайлович — стольник царицы Евдокии Фёдоровны (1692).
- Дубасов Фёдор Сергеевич — дьяк (1697).
- Дубасов Матвей Афанасьевич — воевода в Лебедяни (1699), владел населённым имением[4][1][5].
- Дубасов Фёдор Васильевич — (1845—1912) — русский адмирал, член Государственного совета.
- Дубасов, Николай Васильевич (1850—1915) — русский военачальник, военный губернатор Уральской области и наказной атаман Уральского казачьего войска (1911—1913), генерал от кавалерии (1914).
- Дубасов, Дмитрий Николаевич (1854—1911) — Симбирский губернатор (1906—1911), Саратовский вице-губернатор (1905—1906), действительный статский советник[6].